# Genoa 1893 1971-1972
Questa voce raccoglie le informazioni riguardanti il Genoa 1893 nelle competizioni ufficiali della stagione 1971-1972.

## Stagione
Nella stagione 1971-1972 il Genoa disputa il campionato di Serie B, con 41 punti ottiene il decimo posto, salgono in Serie A la Ternana con 50 punti, la Lazio con 49 punti ed il Palermo con 48 punti. Scendono in Serie C il Livorno con 26 punti, il Sorrento con 25 punti ed il Modena con 22 punti.
Dopo il pronto rientro in Serie B dal terzo livello del calcio italiano, durato una sola stagione, il Genoa di Sandokan Arturo Silvestri fatica più del previsto a rimettersi tra le migliori del torneo, chiude il girone di andata con 17 punti, tre punti sopra la zona pericolosa, poi nel girone di ritorno il cambio di passo, un passo da promozione con 24 punti ottenuti, e una discreta ottava posizione con Foggia e Catania a 41 punti, ma di fatto decimo, per peggior differenza reti. Miglior marcatore stagionale genoano Sidio Corradi autore di 10 reti, nove in campionato ed una in Coppa Italia, a novembre dal Varese arriva la punta Vincenzo Traspedini che mette a segno 6 reti. In Coppa Italia il grifone è inserito nel gruppo 4, che promuove ai gironi di finale la Juventus.

## Divise

La squadra a Marassi con la prima divisa rossoblù

La maglia per le partite casalinghe presentava i colori rossoblù.

## Organigramma societario
Area direttiva
- Amministratore unico: Gianni Meneghini

Area tecnica
- Allenatore: Arturo Silvestri

## Rosa
| N. |                   | Ruolo | Calciatore            |
| -- | ----------------- | ----- | --------------------- |
|    | Italia (bandiera) | P     | Armando Buffon        |
|    | Italia (bandiera) | P     | Antonio Lonardi       |
|    | Italia (bandiera) | D     | Claudio Agnetti       |
|    | Italia (bandiera) | D     | Giuliano Andreuzza    |
|    | Italia (bandiera) | D     | Alberto Benini        |
|    | Italia (bandiera) | D     | Mauro Della Bianchina |
|    | Italia (bandiera) | D     | Franco Ferrari        |
|    | Italia (bandiera) | D     | Mario Manera          |
|    | Italia (bandiera) | D     | Sergio Rossetti       |
|    | Italia (bandiera) | D     | Maurizio Turone       |
|    | Italia (bandiera) | C     | Giorgio Bittolo       |
|    | Italia (bandiera) | C     | Sidio Corradi         |

| N. |                   | Ruolo | Calciatore          |
| -- | ----------------- | ----- | ------------------- |
|    | Italia (bandiera) | C     | Roberto Derlin      |
|    | Italia (bandiera) | C     | Giuseppe Ferrero    |
|    | Italia (bandiera) | C     | Giorgio Garbarini   |
|    | Italia (bandiera) | C     | Claudio Maselli     |
|    | Italia (bandiera) | C     | Attilio Perotti     |
|    | Italia (bandiera) | C     | Bruno Piccioni      |
|    | Italia (bandiera) | C     | Luigi Simoni        |
|    | Italia (bandiera) | A     | Sergio Cini         |
|    | Italia (bandiera) | A     | Claudio Desolati    |
|    | Italia (bandiera) | A     | Osvaldo Pavoni      |
|    | Italia (bandiera) | A     | Walter Speggiorin   |
|    | Italia (bandiera) | A     | Vincenzo Traspedini |

## Calciomercato
| Arrivi | Arrivi              | Arrivi    | Arrivi     |
| R.     | Nome                | da        | Modalità   |
| ------ | ------------------- | --------- | ---------- |
| C      | Giorgio Garbarini   | Sampdoria | definitivo |
| C      | Luigi Simoni        | Brescia   | definitivo |
| D      | Mario Manera        | Cagliari  | definitivo |
| A      | Osvaldo Pavoni      | Catanzaro | definitivo |
| A      | Vincenzo Traspedini | Varese    | definitivo |

| Partenze | Partenze           | Partenze   | Partenze      |
| R.       | Nome               | a          | Modalità      |
| -------- | ------------------ | ---------- | ------------- |
| C        | Claudio Capogna    | Reggina    | fine prestito |
| A        | Amedeo Balestrieri | Savona     | definitivo    |
| D        | Renato Falcomer    | Giulianova | definitivo    |

## Risultati

### Serie B

#### Girone di andata
| Arbitro: | Mascali (Desenzano) |

|            |           |  |
| Derlin 36’ | Marcatori |  |

| Arbitro: | Calì (Chiavari) |

|                                   |           |                           |
| Vallongo 37’ (rig.) Trinchero 40’ | Marcatori | 2’ Cini 47’ (rig.) Turone |

| Genova 10 ottobre 1971 3ª giornata | Genoa              | 0 – 0 | Monza | Stadio Luigi Ferraris\| Arbitro: \| Reggiani (Bologna) \| |
| Arbitro:                           | Reggiani (Bologna) |       |       |                                                           |

| Arbitro: | Casarin (Milano) |

|                                         |           |  |
| Picella 45’ Passalacqua 67’ Zandoli 82’ | Marcatori |  |

| Arbitro: | Angonese (Mestre) |

|  |           |            |
|  | Marcatori | 12’ Cucchi |

| Arbitro: | Ciacci (Firenze) |

|                              |           |                |
| Nardoni 19’ (rig.) Cagni 89’ | Marcatori | 66’ Speggiorin |

| Arbitro: | Stagnoli (Bologna) |

|                       |           |  |
| Troja 32’ Vanello 67’ | Marcatori |  |

| Genova 14 novembre 1971 8ª giornata | Genoa              | 0 – 0 | Sorrento | Stadio Luigi Ferraris\| Arbitro: \| Monforte (Palermo) \| |
| Arbitro:                            | Monforte (Palermo) |       |          |                                                           |

| Arbitro: | Mascali (Desenzano del Garda) |

|  |           |               |
|  | Marcatori | 82’ Jacomuzzi |

| Arbitro: | Porcelli (Lodi) |

|             |           |                     |
| Incerti 15’ | Marcatori | 36’ (aut.) Beatrice |

| Arbitro: | Trinchieri (Reggio Emilia) |

|             |           |  |
| Merighi 63’ | Marcatori |  |

| Arbitro: | Campanini (Finale Emilia) |

|                   |           |  |
| Turone 85’ (rig.) | Marcatori |  |

| Arbitro: | Calì (Roma) |

|             |           |  |
| Corradi 63’ | Marcatori |  |

| Arbitro: | Bianchi (Firenze) |

|            |           |            |
| Pienti 73’ | Marcatori | 79’ Manera |

| Messina 2 gennaio 1972 15ª giornata | Catania            | 0 – 0 | Genoa | Stadio Giovanni Celeste\| Arbitro: \| Reggiani (Bologna) \| |
| Arbitro:                            | Reggiani (Bologna) |       |       |                                                             |

| Arbitro: | Ciacci (Firenze) |

|            |           |  |
| Turone 27’ | Marcatori |  |

| Livorno 16 gennaio 1972 17ª giornata | Livorno         | 0 – 0 | Genoa | Stadio Ardenza\| Arbitro: \| Porcelli (Lodi) \| |
| Arbitro:                             | Porcelli (Lodi) |       |       |                                                 |

| Arbitro: | Panzino (Catanzaro) |

|                               |           |  |
| Chinaglia 9’ (rig.) Massa 86’ | Marcatori |  |

| Arbitro: | Gonella (Torino) |

|                |           |  |
| Traspedini 68’ | Marcatori |  |

#### Girone di ritorno
| Arbitro: | Porcelli (Lodi) |

|                           |           |                                  |
| Luchitta 24’ Ferrario 31’ | Marcatori | 66’ (aut.) Ammoniaci 83’ Corradi |

| Arbitro: | Trinchieri (Reggio Emilia) |

|             |           |                     |
| Corradi 14’ | Marcatori | 38’ (rig.) Vallongo |

| Arbitro: | Bianchi (Firenze) |

|  |           |                    |
|  | Marcatori | 80’ (rig.) Bittolo |

| Arbitro: | Giunti (Arezzo) |

|                           |           |                 |
| Speggiorin 50’ Manera 78’ | Marcatori | 45’ Passalacqua |

| Arbitro: | Gonella (Torino) |

|                   |           |                |
| Cucchi 16’ (rig.) | Marcatori | 85’ Traspedini |

| Arbitro: | Calì (Roma) |

|           |           |  |
| Simoni 3’ | Marcatori |  |

| Arbitro: | Lazzaroni (Milano) |

|                                       |           |  |
| Speggiorin 63’ Corradi 82’ Manera 80’ | Marcatori |  |

| Arbitro: | Stagnoli (Bologna) |

|           |           |                         |
| Bozza 83’ | Marcatori | 15’ Perotti 63’ Corradi |

| Arbitro: | Branzoni (Pavia) |

|               |           |  |
| Jacomuzzi 80’ | Marcatori |  |

| Arbitro: | Motta (Monza) |

|                |           |                                 |
| Traspedini 20’ | Marcatori | 55’ Barlassina 76’, 82’ Incerti |

| Arbitro: | Bianchi (Firenze) |

|                                        |           |            |
| Traspedini 37’ (rig.), 85’ Perotti 70’ | Marcatori | 80’ Scarpa |

| Arbitro: | Turiano (Reggio Calabria) |

|                           |           |             |
| Garzelli 22’ Saltutti 40’ | Marcatori | 62’ Corradi |

| Arbitro: | Andreoli (Padova) |

|            |           |             |
| Ronchi 24’ | Marcatori | 68’ Corradi |

| Genova 14 maggio 1972 33ª giornata | Genoa             | 0 – 0 | Bari | Stadio Luigi Ferraris\| Arbitro: \| Gussoni (Tradate) \| |
| Arbitro:                           | Gussoni (Tradate) |       |      |                                                          |

| Arbitro: | Zacchetti (Milano) |

|                       |           |  |
| Traspedini 55’ (rig.) | Marcatori |  |

| Arbitro: | Busalacchi (Palermo) |

|              |           |             |
| Colletta 17’ | Marcatori | 37’ Corradi |

| Arbitro: | Trono (Torino) |

|                       |           |               |
| Corradi 3’ Manera 47’ | Marcatori | 10’ Gualtieri |

| Arbitro: | Giunti (Arezzo) |

|  |           |                          |
|  | Marcatori | 29’ Gritti 30’ Chinaglia |

| Arbitro: | R. Lattanzi (Roma) |

|  |           |                        |
|  | Marcatori | 12’ Pavoni 75’ Perotti |

### Coppa Italia

#### Primo turno
| Arbitro: | Cantelli (Firenze) |

|            |           |             |
| Turone 61’ | Marcatori | 89’ Mujesan |

| Arbitro: | Menegali (Roma) |

|             |           |          |
| Morelli 49’ | Marcatori | 10’ Cini |

| Arbitro: | Lo Bello (Siracusa) |

|                               |           |                         |
| Turone 40’ (rig.) Corradi 59’ | Marcatori | 14’ Spinosi 79’ Capello |

| Arbitro: | Carminati (Milano) |

|            |           |          |
| Casone 48’ | Marcatori | 44’ Cini |

## Statistiche

### Statistiche di squadra
| Competizione | Punti | In casa | In casa | In casa | In casa | In casa | In casa | In trasferta | In trasferta | In trasferta | In trasferta | In trasferta | In trasferta | Totale | Totale | Totale | Totale | Totale | Totale | DR |
| Competizione | Punti | G       | V       | N       | P       | Gf      | Gs      | G            | V            | N            | P            | Gf           | Gs           | G      | V      | N      | P      | Gf     | Gs     | DR |
| ------------ | ----- | ------- | ------- | ------- | ------- | ------- | ------- | ------------ | ------------ | ------------ | ------------ | ------------ | ------------ | ------ | ------ | ------ | ------ | ------ | ------ | -- |
| Serie B      | 41    | 19      | 11      | 4       | 4       | 19      | 11      | 19           | 3            | 9            | 7            | 16           | 23           | 38     | 14     | 13     | 11     | 35     | 34     | +1 |
| Coppa Italia | 4     | 2       | 0       | 2       | 0       | 3       | 3       | 2            | 0            | 2            | 0            | 2            | 2            | 4      | 0      | 4      | 0      | 5      | 5      | 0  |
| Totale       |       | 21      | 11      | 6       | 4       | 22      | 14      | 21           | 3            | 11           | 7            | 18           | 25           | 42     | 14     | 17     | 11     | 40     | 39     | +1 |

### Statistiche dei giocatori
| Giocatore     | Serie B  | Serie B | Coppa Italia | Coppa Italia | Totale   | Totale |
| Giocatore     | Presenze | Reti    | Presenze     | Reti         | Presenze | Reti   |
| ------------- | -------- | ------- | ------------ | ------------ | -------- | ------ |
| C. Agnetti    | 6        | 0       | ?            | ?            | 6+       | 0+     |
| A. Benini     | 26       | 0       | ?            | ?            | 26+      | 0+     |
| G. Bittolo    | 32       | 1       | ?            | ?            | 32+      | 1+     |
| A. Buffon     | 14       | -14     | ?            | ?            | 14+      | -14+   |
| S. Cini       | 8        | 1       | ?            | ?            | 8+       | 1+     |
| S. Corradi    | 27       | 9       | ?            | ?            | 27+      | 9+     |
| R. Derlin     | 13       | 1       | ?            | ?            | 13+      | 1+     |
| F. Ferrari    | 15       | 0       | ?            | ?            | 15+      | 0+     |
| G. Ferrero    | 4        | 0       | ?            | ?            | 4+       | 0+     |
| G. Garbarini  | 19       | 0       | ?            | ?            | 19+      | 0+     |
| A. Lonardi    | 24       | -20     | ?            | ?            | 24+      | -20+   |
| M. Manera     | 31       | 4       | ?            | ?            | 31+      | 4+     |
| C. Maselli    | 30       | 0       | ?            | ?            | 30+      | 0+     |
| O. Pavoni     | 11       | 1       | ?            | ?            | 11+      | 1+     |
| A. Perotti    | 31       | 3       | ?            | ?            | 31+      | 3+     |
| B. Piccioni   | 18       | 0       | ?            | ?            | 18+      | 0+     |
| S. Rossetti   | 35       | 0       | ?            | ?            | 35+      | 0+     |
| L. Simoni     | 33       | 1       | ?            | ?            | 33+      | 1+     |
| W. Speggiorin | 23       | 3       | ?            | ?            | 23+      | 3+     |
| V. Traspedini | 26       | 6       | ?            | ?            | 26+      | 6+     |
| M. Turone     | 18       | 3       | ?            | ?            | 18+      | 3+     |